# Euphemia Bridges Bowes
Euphemia Bridges Bowes (de soltera Allen) (1816-1900) fue una sufragista y activista social, que hizo campaña a favor del movimiento por la Templanza y ayudó a elevar la edad de consentimiento y a luchar contra la prostitución infantil.

## Vida personal
Euphemia Bridges Allen nació en Edimburgo en 1816 de Joseph y Eliza Allen. Fue bien educada para ser mujer a principios del siglo XIX, y era capaz de leer y escribir. Allen fue seleccionada para venir a Australia como parte del Plan de Inmigrantes Bounty (1835-1941), en virtud del cual los nuevos inmigrantes podían ser seleccionados para ser empleados por los colonos que pagaban por su pasaje. Después de llegar el 6 de diciembre de 1838 al Fairlie, Bridges Allen trabajó como sirviente de la casa.
Bridges Allen se casó con John Bowes, un panadero y predicador laico wesleyano, el 13 de septiembre de 1842 en Parramatta. En 1848, la familia se trasladó a Wollongong donde John fue aceptado en el Ministerio Wesleyano. Ella tuvo once hijos, ocho de los cuales sobrevivieron hasta la edad adulta. Después de vivir en varios municipios rurales como parte del trabajo ministerial de John, los esposos volvieron a Stanmore, Nueva Gales del Sur en 1880.
Después de la muerte de John en 1891, se dirigió el colegio de señoritas que estableció en Marrickville. Murió el 12 de noviembre de 1900 y está enterrada en el cementerio de Rookwood, le sobrevivieron tres hijos y cuatro hijas.

## Activismo social
Bowes fue un miembro impulsor de las ramas de Sídney y Nueva Gales del Sur de la Unión Cristiana de Mujeres por la Templanza, fundada en 1882. Esta Unión fue la primera en adoptar la causa del sufragio femenino en Australia. Bowes fue presidente de 1885 a 1892, y permaneció activa hasta su muerte ocho años después. Se la consideraba una oradora poderosa y atractiva. Consideraba que otorgar a las mujeres el derecho al voto sería un excelente medio de establecer un control sobre la venta y el consumo de licor. Bowes utilizó los contactos de su época en los distritos rurales para establecer nuevas uniones regionales. Gracias a su sustancial contribución al movimiento, fue votada presidenta honoraria vitalicia en 1893.
También fue una defensora productiva de una variedad de medidas para disminuir el consumo de alcohol en la colonia. Tuvo éxito en el desarrollo de las restricciones de licencia y la limitación del comercio dominical. A pesar de la vigorosa campaña, no pudo prohibir el uso de camareras. Algunas de sus otras contribuciones incluyen programas prácticos como un hogar para mujeres ebrias, que se abrió en 1892.
En 1886, fue una de las cinco mujeres que fundaron un comité de damas como filial de la Sociedad de Seguridad de Pureza Social de Nueva Gales del Sur. Como parte de su agenda para promover la moralidad en la colonia, el comité obtuvo varias leyes para proteger mejor a las mujeres. Bowes pudo ayudar con la elevación de la edad de consentimiento de 14 a 18 años. También contribuyó a la adopción de nuevas medidas contra la solitud, los burdeles y la prostitución infantil.